# Papillon (film, 1973)
Pour les articles homonymes, voir Papillon (homonymie).
Pour plus de détails, voir Fiche technique et Distribution.
Papillon est un film américano-français de Franklin J. Schaffner, sorti en 1973.
Le film est une adaptation du roman Papillon (1969) écrit par Henri Charrière, présenté par son auteur comme autobiographique. Il a pour acteurs principaux Steve McQueen dans le rôle d'Henri Charrière (« Papillon ») et Dustin Hoffman dans celui de Louis Delga. Le titre du film fait référence au tatouage et au surnom de Charrière.

## Synopsis
Accusé d'un meurtre qu'il n'a pas commis, le malfrat Henri Charrière, dit « Papillon », est condamné aux travaux forcés à perpétuité. Sur le navire-prison la Martinière qui l'emmène vers le sinistre bagne de Cayenne en Guyane, il se lie d'amitié avec Louis Delga, un faussaire qui est parvenu à emporter une petite fortune avec lui.
À peine débarqués en Guyane, les deux compagnons n'ont qu'une idée en tête, s'évader. Ils trouvent une « combine » pour rester à Cayenne, où la vie est moins « rude ». Ils sont toutefois affectés l'un et l'autre à des travaux de déboisement. Au cours de l'un d'eux, Papillon parvient à obtenir d'un garde qu'il lui vende un bateau. Mais, le jour du rendez-vous, il tombe dans un traquenard entre les mains de deux chasseurs de primes. Cela lui vaut une condamnation de deux ans de réclusion, ce qui signifie le silence total, la solitude et les privations. Il ne s'en décourage pas pour autant et se montre plus que jamais déterminé à se tirer d'affaire.
Delga parvient à lui envoyer un peu de nourriture. Cela est bientôt découvert. Papillon, ne voulant pas donner le nom de son ami, se voit infliger six mois dans l'obscurité complète. Malade, il en sort néanmoins et est envoyé à l'infirmerie. Son ami Delga, grâce à quelque argent, est devenu indépendant. Le temps passe.
Papillon met au point un plan d'évasion. Il réussit et, malgré quelques incidents, lui, Delga ainsi qu'un jeune bagnard voguent vers le Honduras. Lorsqu'ils débarquent, ils se font arrêter par la police locale. Papillon fuit et se réfugie dans un village dont le chef l'adopte. Après quelques mois de vie paisible et « luxueuse », invité à reprendre la route, il se réfugie dans un couvent, où la mère supérieure le livre à la police. Il regagne sa cellule pour une réclusion de cinq ans.
Très vieilli, il sort de prison et retrouve son ami Delga, atteint de gâtisme. Pour la dernière fois, Papillon s'évade vers le continent, cette fois à bord d'un sac de noix de coco.

## Fiche technique
Sauf indication contraire, les informations mentionnées dans cette section peuvent être confirmées par la base de données cinématographiques IMDb,  présente dans la section « Liens externes ».
- Titre original : Papillon
- Réalisation : Franklin J. Schaffner
- Scénario : Dalton Trumbo et Lorenzo Semple Jr d'après le roman éponyme de Henri Charrière.
- Production : Franklin J. Schaffner et Robert Dorfmann
- Société de production : Solar Productions, General Production Company, Les Films Corona
- Musique : Jerry Goldsmith
- Photographie : Fred Koenekamp
- Montage : Robert Swink
- Coordination Cascades : Pierre Gare
- Pays d'origine :  États-Unis,  France
- Format : Couleurs par Technicolor -  Panavision - 35mm - Ratio : 2,35:1 - Stéréo
- Genre : Drame - Aventure
- Durée : 125 minutes, 150 minutes (Version Longue)
- Dates de sortie[1] : 
  - États-Unis : 16 décembre 1973
  - France : 6 février 1974

## Distribution
- Steve McQueen (VF : Jacques Thébault) : Henri Charrière dit « Papillon »
- Dustin Hoffman (VF : Philippe Ogouz) : Louis Delga
- Victor Jory : Le chef Indien
- Ratna Assan : Zoraima, La jeune Indienne
- Don Gordon (VF : Serge Lhorca) : Julot
- Anthony Zerbe : Toussaint, le Chef de la colonie des lépreux
- Robert Deman (VF : Jean-Pierre Leroux) : Maturette
- Gregory Sierra : Antonio
- Woodrow Parfrey (VF : Claude Joseph) : Clusiot
- Bill Mumy : Lariot
- William Smithers (VF : Georges Riquier) : Warden Barrot
- George Coulouris (VF : Pierre Leproux) : le docteur Chatal
- Val Avery (VF : Jean Violette) : Pascal
- Vic Tayback : le sergent
- Barbara Morrison (VF : Paule Emanuele) : la mère supérieure
- Don Hanmer (VF : Claude Bertrand) : l'échangeur de papillons
- E.J. André : le vieux con
- Richard Angarola (VF : René Bériard) : le commandant
- Jack Denbo (VF : Jean Roche) : l'agent de classification
- Dalton Trumbo (VF : Jean-Henri Chambois) : le commandant à l'embarquement
- Len Lesser (VF : Jacques Richard) : le garde du bateau
- John Quade (VF : Henry Djanik) : le tatoué
- Fred Sadoff (VF : Jean-Claude Michel) : le sous-directeur
- Allen Jaffe : Turnkey
- Ron Soble (VF : Daniel Gall) : le sergent Santini (sur l'Île du Diable)
- Liam Dunn (VF : Fred Pasquali) : le vieux Trustee

Acteurs non crédités
- Peter Brocco : un docteur
- Gabriel Cattand : le narrateur à la fin du film en VF
- Pepe Hern : Francisco

## Production

### Scénario

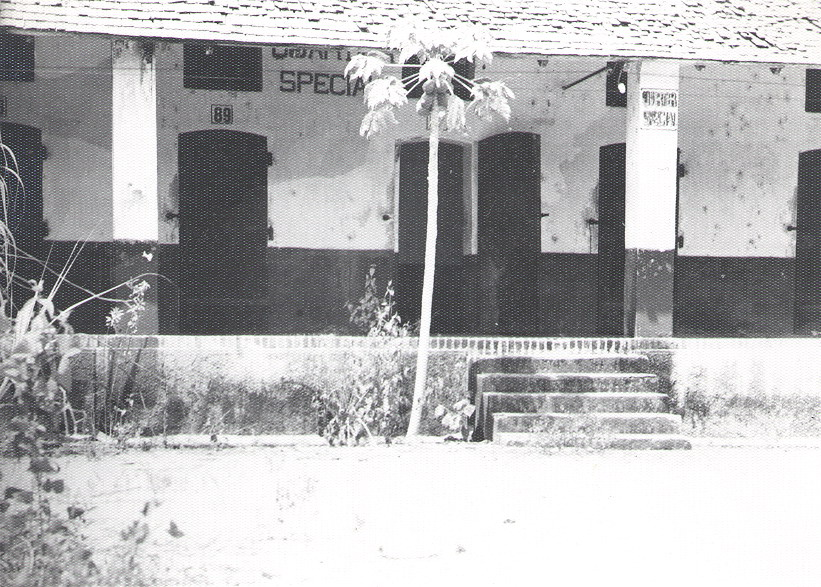
La prison telle qu'elle était en 1954, peu de temps avant qu'elle ne soit fermée et abandonnée.

Le film prend des libertés par rapport au livre. Lorsque Henri Charrière dit avoir embarqué pour la Guyane en 1933, il était âgé de 27 ans (contrairement à Steve McQueen qui en a 43 lorsqu'il fait le film). Quant à Louis Delga, il est raconté qu'il est âgé de 43 ans au même moment, il est interprété par Dustin Hoffman qui n'en a que 36.[réf. souhaitée]
Dans le film, Charrière est affecté sur les chantiers forestiers, là où les prisonniers sont anéantis au bout de quelques mois. En réalité, il avait été affecté à l'hôpital colonial André-Bouron comme aide-infirmier, où il côtoyait des bagnards récupérés après des tentatives d'évasion, ce qui lui a permis d'avoir des idées pour s'échapper lui-même.[réf. souhaitée]
La fin du film diffère également beaucoup du livre : lorsqu'il sort de ses cinq années de réclusion, Henri Charrière réapparaît bien vieilli (il a des cheveux blancs et la dentition plus abîmée), ce qui suggère qu'il a dans les 50-60 ans. Il est transféré sur l'Île du Diable où il retrouve son ami Delga. Il parvient à s'évader par la mer à l'aide d'un sac de noix de coco. En réalité, Charrière avait été transféré plusieurs fois avant de finir dans un camp indochinois de Guyane, comme infirmier-chef. Il s'était finalement évadé dans la nuit du 18 au 19 mars 1944, avec quatre autres hommes. Il avait alors 37 ans.[réf. souhaitée]

### Choix des interprètes et du réalisateur
Jean-Paul Belmondo et Warren Beatty étaient les acteurs auxquels on avait d'abord pensé pour le rôle-titre quand la réalisation devait être confiée à Roman Polanski.[réf. nécessaire] Selon Richard Brooks dans le livre que lui consacre Patrick Brion (Editions Du Chêne 1989), il devait réaliser le film avec J.P Belmondo et Alain Delon qui selon le producteur Robert Dorfmann étaient trop chers pour la production.

### Tournage
Le film a été tourné à Fontarrabie (Espagne), dans l'île de Maui (Hawaï) et à la Jamaïque (falaise de Xtabi (en) à Negril, ainsi qu'à Falmouth (en)).[réf. souhaitée]
La scène finale du saut de la falaise a été tournée à PaepaeMoana Point sur l'île de Maui (anse de Paulawu Point). Steve McQueen effectua lui-même la cascade, confiant après coup que « ce fut un des plus grands moments de [s]a vie »).[réf. souhaitée]
Le générique final a été filmé dans les ruines du Bagne de Saint-Laurent-du-Maroni et de l'Île Saint-Joseph.[réf. souhaitée]
Afin de bien mettre en évidence le climat équatorial de la Guyane française, montrer l'enfer vert végétal, sa chaleur moite, torride et pénible pendant le tournage, les vêtements des comédiens étaient régulièrement mouillés et aspergés d'eau par des employés de la réalisation.[réf. souhaitée]

## Accueil

### Critique
Sur le site agrégateur de critiques Rotten Tomatoes, le film est crédité d'un score de 79 % d'avis favorables, sur la base de 28 critiques collectées et une note moyenne de 7.60/10. Sur Metacritic, le film obtient une note moyenne pondérée de 58 sur 100, sur la base de 10 critiques collectées ; le consensus du site indique : « Avis mitigés ou moyens ».
Selon le critique Vincent Souriau du Monde, le film développe deux thèmes : l’innocent plein de noblesse qui met tout en œuvre pour recouvrer sa liberté, et la cruauté du bagne. Il met ainsi en scène un personnage dont l’humanité est mise à mal, successivement par une décision judiciaire qu’il estime erronée, et une incarcération qui n’a plus rien d’humain : corruption, saleté, cruauté et arbitraire règnent à Cayenne. Ces conditions pénibles mettent en valeur l’amitié qui peut naître entre deux hommes.
Le cinéaste Quentin Tarantino l'a qualifié de « film assez iconique pour les garçons de mon âge qui l'ont vu à sa sortie... Le film est très engageant. Il contient peut-être le meilleur moment d'acteur sérieux de McQueen au cinéma, quand il sort la tête de la porte de la cellule d'isolement et qu'il est non seulement méconnaissable, mais complètement dérangé. Et le film contient l’une des coupures de temps les plus puissantes que j’ai jamais vues dans un film. Le film n’est pas non plus prétentieux, consciemment apprêté, implacablement sombre, extrêmement exténuant, et sauf pour Dustin Hoffman qui garde des fonds et une paire de lunettes supplémentaire dans son cul, [le film est] complètement dépourvu de toute valeur de divertissement ».

### Box-office
Le film a été un succès en salles, rapportant 3 126 574 $ lors de sa première semaine d'exploitation. Il a rapporté au total 21,3 millions de dollars aux États-Unis et au Canada.

### Sortie en France
Lors de sa sortie au cinéma en France, le film avait été amputé de quelques scènes qui se situent à partir du moment où Papillon est débarqué sur l'Île du Diable.
- À son arrivée, Papillon s'assied sur un banc de pierre. Un autre prisonnier l'interpelle et lui affirme qu'il s'agit de l'emplacement du capitaine Dreyfus.
- Louis Delga nourrit ses cochons. Peu après, il affirme à Papillon qu'il voudrait construire une véranda pour sa cabane.
- Tandis que Papillon est bien décidé à s'échapper, Delga songe à récupérer ses carottes avant de partir.
- La scène de la tentative d'évasion démarre désormais à la quatrième vague (Papillon les comptant une par une jusqu'à la septième).

Ces scènes demeurent cependant sur le DVD en version originale sous-titrée.

## Distinctions
En 1974, le film est nommé pour l'Oscar de la meilleure musique, celui de la Meilleure chanson originale (pour Jerry Goldsmith) et pour le Golden Globe du meilleur acteur dans un film dramatique (pour Steve McQueen).

## Adaptation
- Une autre adaptation du livre d'Henri Charrière, intitulée également Papillon, est réalisée par Michael Noer et sort en 2017.